# Centro Comercial Gran Plaza San Antonio
El centro comercial Gran Plaza San Antonio es un centro comercial colombiano ubicado en el sector Solarte de la ciudad de Pitalito. Se ha dividido en dos etapas de construcción inaugurándose la primera etapa el 25 de noviembre de 2011 con 34 locales comerciales incluyendo el ancla Almacenes Éxito de 3 400 m², y la segunda etapa el 20 de abril de 2012 completando los 123 locales, sumando un área total de 15 107 m² constituyendo el primer centro comercial de gran formato en Pitalito.

## Historia
Inicialmente se había anunciado la construcción de un complejo comercial en el año 2007 denominado Centro Comercial Cinco en la Avenida Circunvalar con Calle 19 Sur formando parte integral del Parque Comercial del Café, un macroproyecto que contemplaba el desarrollo de 11.5 hectáreas de terreno donde funcionaría un parque de bodegas comerciales, un centro automotriz y un centro para la comercialización de cafés especiales. Sería construido por el grupo empresarial Los Andes S.A., financeado por Fiduciaria Colombia (Fiducolombia) y comercializado por la Inmobiliaria Buriticá con salas de ventas en Pitalito, Neiva y Bogotá. Sin embargo el proyecto tuvo problemas legales con la adquisición del lote y debido a las demoras los inversionistas desistieron del proyecto.
Ubicado en el predio la esperanza cafisur para el 3 de diciembre de 2011, el Grupo Conconcreto anuncia la compra del terreno y afirma que el proyecto del centro comercial está en etapa de diseño y de precomercialización, y lo nombraron como San Antonio Plaza Comercial. El día 25 de noviembre de 2011 luego de cuatro meses de ejecución, realiza la preapertura de San Antonio Plaza con la entrega del Almacén Éxito y otros almacenes de importantes marcas nacionales y extranjeras.
Su segunda etapa fue entregada el día 20 de abril de 2012 con un total de 122 locales y cuatro salas de cine que serán operadas por Royal Films. El centro comercial presentó su nuevo nombre, Gran Plaza San Antonio, para hacer parte de la marca de centros comerciales de Conconcreto. El cambio obedeció a estrategias de imagen y expansión de la empresa quien agrupará también bajo este nombre los centros comerciales de Yopal, Florencia y Soledad, llevarán el nombre de Gran Plaza, denominándose, Gran Plaza Alcaraván, Gran Plaza Florencia y Gran Plaza del Sol, respectivamente.
El centro comercial buscará la certificación Leed, por ser un proyecto autosostenible mediante la implementación de normas ambientales que minimizan la contaminación y que son amigables con el medio ambiente debido a que operará utilizando metodologías para la reducción de impactos ambientales negativos.

## Grandes almacenes
Entre las tiendas ancla y semiancla más reconocidas que tienen presencia en el centro comercial se identifican:
- Almacenes Éxito
- Teatro Cecilia — 4 salas de cine
- Happy City
- Calzado Bata
- Aquiles
- Ela
- Popsy
- Mimos
- Bubble Gumers
- Quest
- Vélez
- Rott & Co
- Mic
- Offcorss
- Bancolombia
- Davivienda
- Cimarron
- Totto
- Gef
- Armi
- Bkul
- Lucho Sport
- El Atajo